# الغماس
يقع مركز الغَّماس في الجنوب الغربي لمدينة بريدة في منطقة القصيم، يحدّه من الشمال بلدة العاقول ومن الجنوب محافظة عنيزة ومن الغرب محافظة البكيرية. ويتميز بموقع جغرافي استراتيجي، حيث أنه يتوسط منطقة القصيم، ويقطعه عدة طرق رئيسية، ويمر فيه طريق المدينة المنورة، وطريق بريدة - المطار، إضافة إلى طريق عنيزة - المطار، كما يحده من الشرق الدائري الغربي لمدينة بريدة، ويخترقه أيضا طريق بريدة البكيرية.

## النشأة
تأسس قرابة بدايات القرن الثالث عشر الهجري.

## التسمية
سمّي نسبة لمن قام بعمارته، وهو جد أسرة الغمَّاس من الوداعين من قبيلة الدواسر، وهم أمراء المركز منذ نشأته إلى وقتنا الحاضر.

## السكان
بلغ عدد سكان مركز الغماس والقرى التابعة له في آخر إحصائية لمصلحة التعداد السكاني لعام 1433 هـ قرابة 3000 نسمة.[بحاجة لمصدر]

## الدوائر الحكومية
- - مركز إمارة الغماس
- - مركز بريد الغماس

## قطاع التعليم
- - مدرسة الغماس الابتدائية للبنين، تأسست 1374هـ
- مجمع الغماس التعليمي للبنات، تأسس عام 1416هـ
- مدرسة عمر بن وهب للمرحلتين المتوسطة والابتدائية، تأسست عام 1400 للمرحلة الابتدائية وعام 1409 هـ للمرحلة المتوسطة، بالإضافة إلى تأسيس مرحلة - تعليم الكبار كملحق للمدرسة في عام 1427 هـ
- مدرسة الخالدية الابتدائية للبنات

## القطاع الصحي
- مركز الرعاية الصحية الأولية

## الشؤون الإسلامية
- جامع الغماس
- جامع الهوتة
- جامع الزهرة وإمامه الشيخ: يوسف العشرة
- جامع الشفاء وإمامه الشيخ: عبد العزيز الشايع
- جامع الروض

بالإضافة لعدد كبير من المساجد، ويوجد كذلك في الغماس عدة مصليات للعيد، منها مصلى العيد في الروض.

## البلدات التابعة
يتبع مركز إمارة الغمَّاس عدد من البلدات والقرى منها:
- بلدة العقيلات جنوب الغمَّاس.
- بلدة الروض جنوب غرب الغمَّاس.
- الجزء الشرقي لبلدة الجديدات، وتقع غرب الغمَّاس.